# Skwer Niepodległości w Siedlcach
Skwer Niepodległości – jeden z głównych skwerów Siedlec. 

## Układ

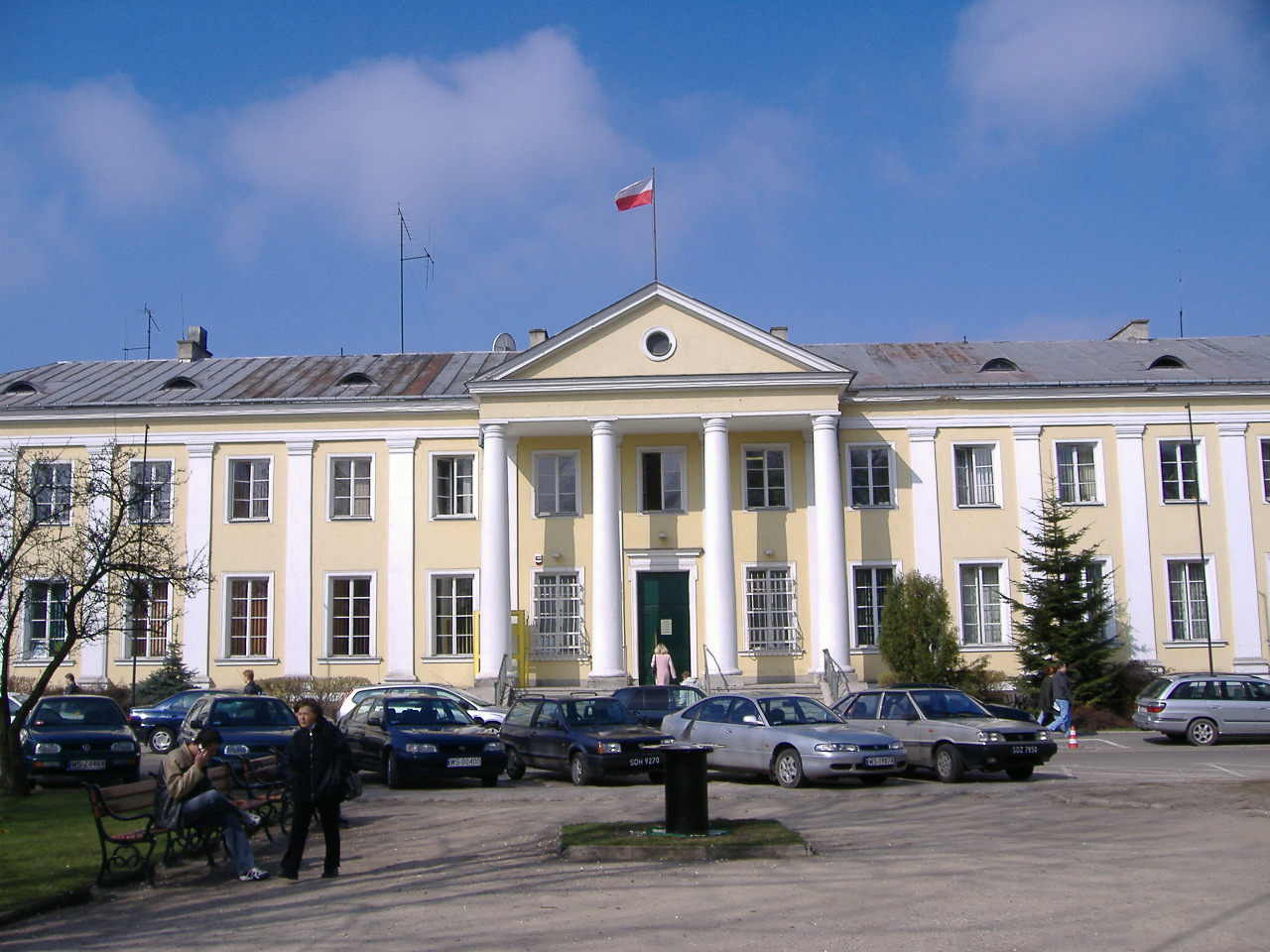
Urząd Miasta w Siedlcach

Skwer położony jest przy Urzędzie Miasta, między ulicami: Józefa Piłsudskiego (od północy), Niepodległości (od zachodu), Jana Kochanowskiego (od wschodu) i Kazimierza Pułaskiego (od południa). W centralnym miejscu placu znajduje się pomnik poświęcony odzyskaniu przez Polskę niepodległości. Do skweru od strony zachodniej przylega Urząd Miasta w Siedlcach.